# Nyt Teknisk Forlag
Nyt Teknisk Forlag er et dansk forlag.
Nyt Teknisk Forlags historie går tilbage til 1. november 1948, hvor forlaget stiftes under navnet Dansk Ingeniørforenings Forlag A/S. Dengang et forlag, der udgav både faglitteratur og tidsskrifter samt var forretningsfører for bladet Ingeniøren. I 1950 tog forlaget navneforandring til Teknisk Forlag. I 1955 overtog forlaget Teknisk Ståbi fra forfatterne, som havde udgivet den siden 1929. I 1958 blev ordet Ståbi registreret i Patent- og Varemærkedirektoratet, og samtidig var Maskin Ståbi og Pumpe Ståbi ved at være realiteter for første gang.
Teknisk Forlag udgav i alle årene mange fagtidsskrifter. Nogle levede kort, andre lang tid. Af nogle få, kan nævnes: Konserves, Dansk Kemi, Savværkstidende, Byggeindustrien, Elektronik, Elteknik, Emballage mv.
Blandt Teknisk Forlags bogudgivelse kan udover Ståbierne fx næves DOS-håndbogen, Kirsten Kampers WordPerfect-bøger, Skruen uden ende og mange andre.
Teknisk Forlag var hovedsageligt ejet af IDA (Ingeniørforeningen i Danmark), der satte forlaget til salg i 1999. Efter et års tid blev hele forlaget solgt til TDC, der kun valgte at beholde forlagets Indkøbsbøger. Indkøbsbøgerne var Elektronik Indkøbsbogen, Miljø og Energi Indkøbsbogen og Ingeniørens Indkøbsbog. De 2 førstnævnte indkøbsbøger blev lukket ned, Ingeniørens Indkøbsbog fortsatte frem til 2006, hvorefter den skiftede navn til altomteknik.dk. Bladene (eller fagtidsskrifterne) blev købt som et ”Management Buy Out” og samtidig omdøbt til Techmedia og bogforlaget blev købt af mediehuset Ingeniøren, der står bag ugebladet Ingeniøren. Bogforlaget blev samtidig omdøbt til Ingeniøren|Bøger.
I 2003 blev bogforlaget endnu en gang sat til salg, og Erhvervsskolernes Forlag købte forlaget, der nu blev omdøbt til Nyt Teknisk Forlag.
Forlaget udgivelsesprofil er (stadig) at lave bøger til de studerende og de professionelle inden for de teknisk-naturvidenskabelige fag. Ståbierne er stadig forlagets vigtigste udgivelsesrække, og forlaget udgiver desuden bøger inden for gymnasieområdet, dansk for udlændinge og ledelsesbøger.
- 1948: Dansk Ingeniørforenings Forlag
- 1950: Teknisk Forlag
- 2000: Ingeniøren|Bøger
- 2004: Nyt Teknisk Forlag